# Pontailler-sur-Saône
Pontailler-sur-Saône település Franciaországban, Côte-d’Or megyében. Lakosainak száma 1285 fő (2022. január 1.). Pontailler-sur-Saône Maxilly-sur-Saône, Drambon, Lamarche-sur-Saône, Perrigny-sur-l'Ognon, Saint-Léger-Triey, Vielverge és Vonges községekkel határos.

## Népesség
A település népességének változása:
| Lakosok száma | 1119 | 1370 | 1318 | 1305 | 1250 | 1293 | 1308 | 1301 | 1297 | 1285 |
|               | 1968 | 1982 | 1990 | 2006 | 2013 | 2015 | 2017 | 2019 | 2020 | 2022 |